# Danto Sugiyama
Danto Sugiyama (杉山 弾斗 Sugiyama Danto?, Tokio, 20 de mayo de 1999) es un futbolista japonés que juega como defensa en el Yokogawa Musashino F. C. de la Japan Football League.

## Trayectoria

### Clubes
| Club                       | País  | Año       |
| -------------------------- | ----- | --------- |
| JEF United Chiba           | Japón | 2018-2021 |
| Kataller Toyama (cedido)   | Japón | 2019      |
| Kamatamare Sanuki (cedido) | Japón | 2020-2021 |
| Veroskronos Tsuno          | Japón | 2022-2023 |
| Yokogawa Musashino F. C.   | Japón | 2024-     |